# Admontia longicornis
Admontia longicornis là một loài ruồi trong họ Tachinidae.